# Ardiosteres pectinata
Ardiosteres pectinata är en fjärilsart som beskrevs av Edward Meyrick 1917. Ardiosteres pectinata ingår i släktet Ardiosteres och familjen säckspinnare. Inga underarter finns listade i Catalogue of Life.